# Union Station (San Diego)
Union Station (Santa Fe Depot) en San Diego, California, es una estación de trenes construida por Atchison, Topeka and Santa Fe Railway para reemplazar a la estructura erigida en 1887 de estilo victoriana para la Compañía del Ferrocarril del Sur de California. La Estación Santa Fe Depot (a como oficialmente fue designada) oficialmente abrió el 8 de marzo de 1915, para acomodar a los visitantes de la Exposición Panamá-California. La estación fue completada durante tiempos particularmente optimistas para el desarrollo de la ciudad, y representa la batalla que la ciudad tenía para convertirse en la terminal de la Costa Oeste para el sistema del Ferrocarril Santa Fe del Ferrocarril transcontinental, en la cual la batalla fue perdida con Los Ángeles.

## Historia
En su apogeo, no solo manejaban la instalación de tráfico de Santa Fe, sino también la del Ferrocarril San Diego y Arizona (SD & A) y el San Diego Electric Railway (SDERy). La designación se cambió oficialmente a San Diego Union Station en respuesta de ka la SD & A para completar su propia línea transcontinental en diciembre de 1919. Santa Fe reanuda la operación de la estación en enero de 1951, cuando el Ferrocarril San Diego y Arizona (sucesora de la SD & A) suspendió el servicio de pasajeros, el SDERy dejó de funcionar unos dos años antes. 
El histórico Santa Fe Depot está situado en el centro de San Diego y sigue siendo un centro de transporte activo, prestando servicios a Amtrak, el San Diego Coaster, el Tranvía de San Diego y el Sistema de Autobuses del Sistema Metropolitano de Tránsito de San Diego. En el año fiscal 2007, era la novena estación más concurrida en el sistema de Amtrak.

### Hoy en día Santa Fe Depot
Hoy en día, una variedad de autobuses, trenes ligeros, y trenes de cercanías tienen su "hogar" en Santa Fe Depot. La estructura ha preservado sus detalles originales, incluyendo un gran rotulo en azul de "Santa Fe"  (en la cual fue agregado en los años 1950s). El Tranvía de San Diego, una moderna versión de SDERy, comenzó sus operaciones el 26 de julio de 1981. Para la reubicación entre la línea principal de Santa Fe y Old Town San Diego en 1991 se permitió una extensión a Mission Valley. El San Diego Coaster empezó su servicio de cercanías en 1995. Aunque algunos han afirmado que la instalación se construyó sólo para calmar a los ciudadanos de San Diego, la estación de Santa Fe sigue siendo una parte importante de la historia de la ciudad, la cultura y la economía.

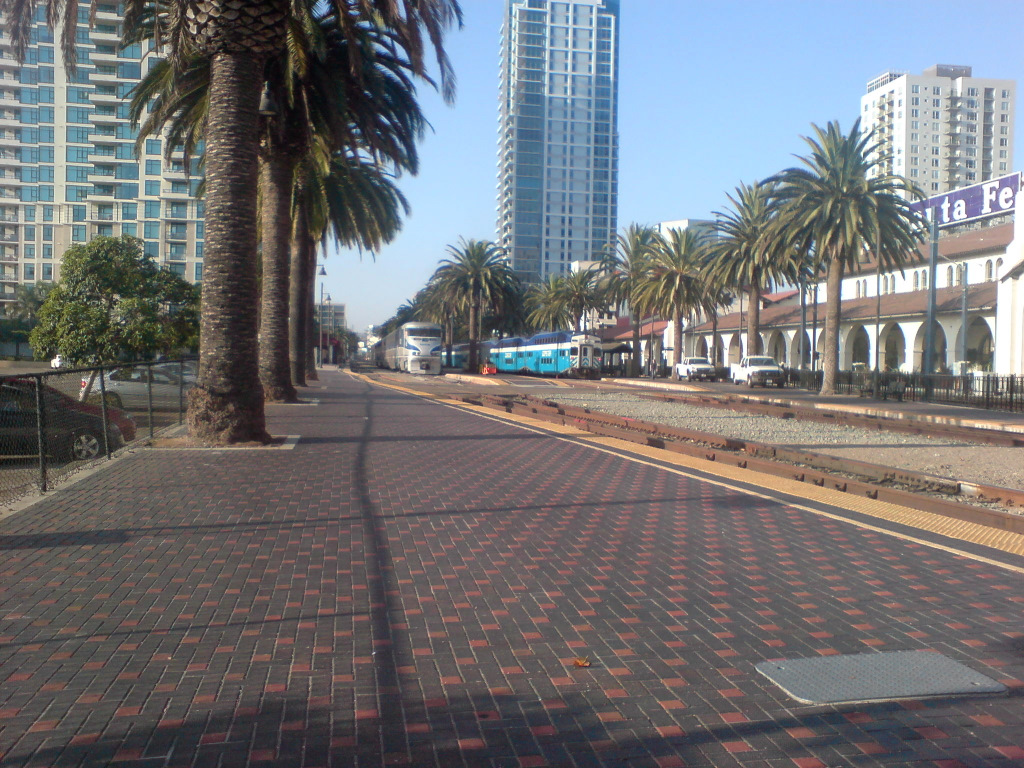
Plataforma de la Pacific Surfliner y COASTER.
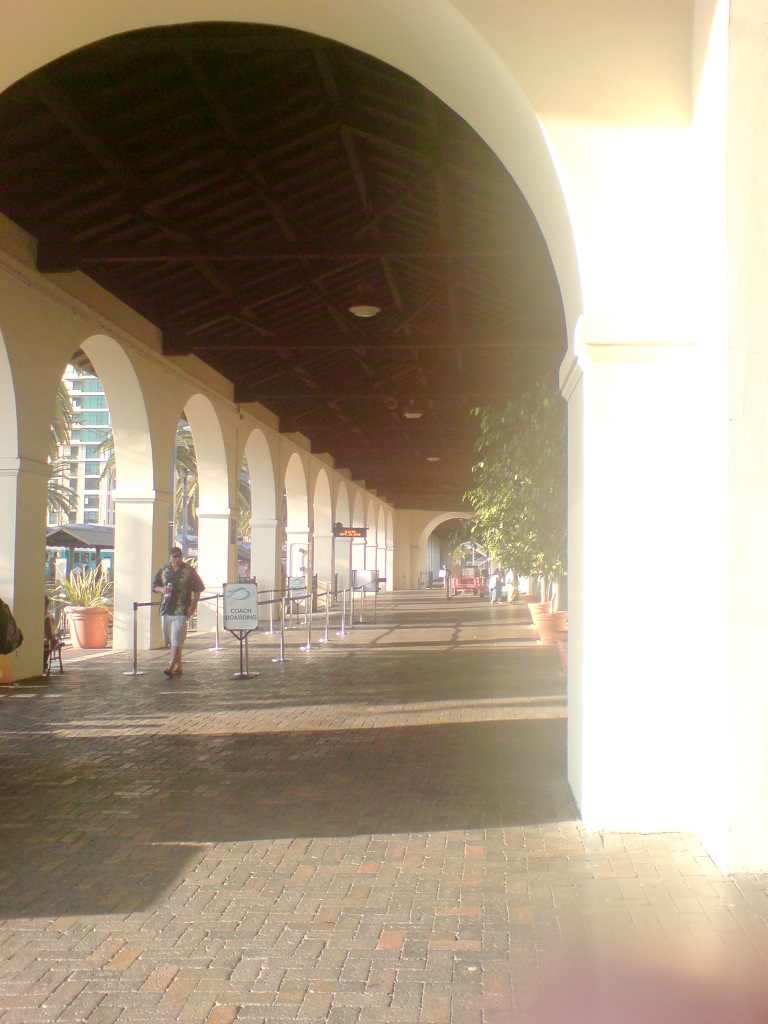
Entrada de la plataforma ferroviaria. La plataforma está restringido a las personas sin boletos de abordaje.
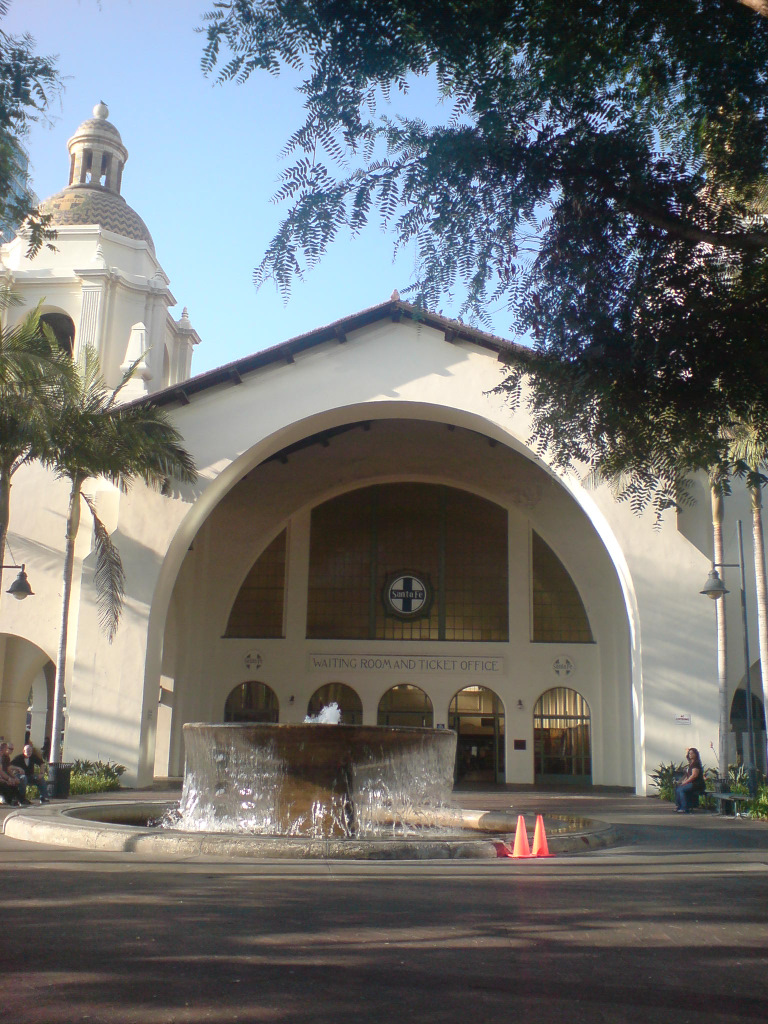
Frente de Santa Fe Depot.
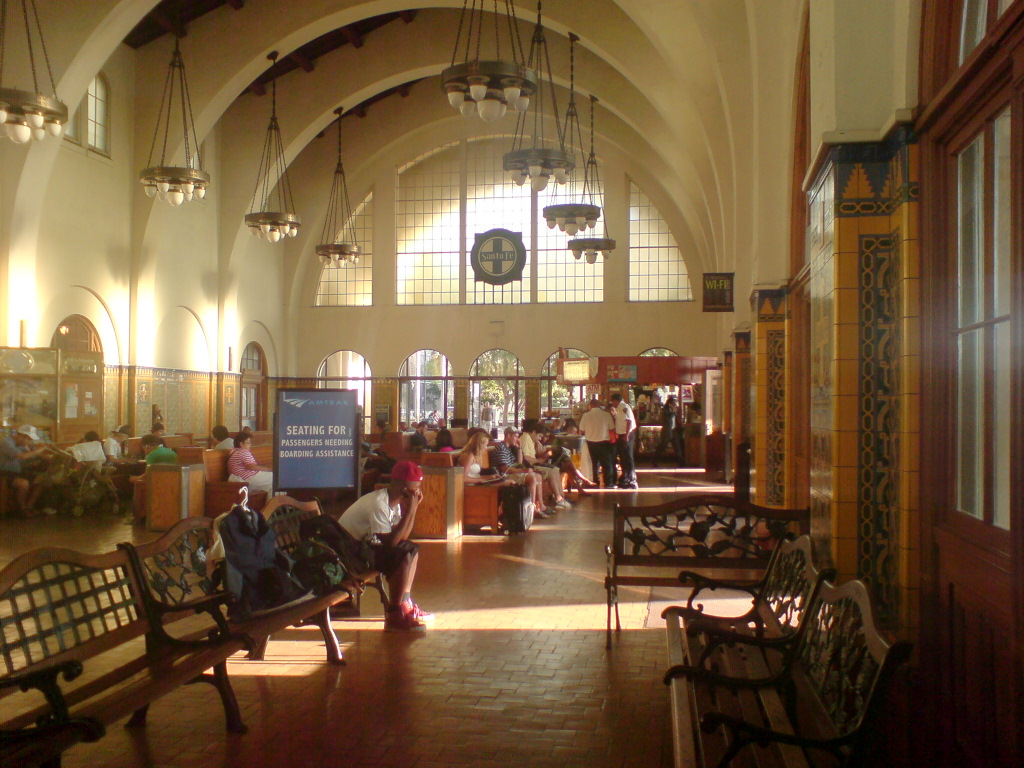
Dentro de Santa Fe Depot durante sus horas más concurridas

### Designación histórica
- Registro Nacional de Lugares Históricos #NPS-72000248